# .ar
.ar je internetová národní doména nejvyššího řádu pro stát nebo území Argentina. Je spravována organizací NIC Argentina. Registrování domény .AR přímo, není povoleno, pouze 8 domén II, řád níže je otevřeno všem, ačkoli lokální přítomnost v Argentině je vyžadována.

## Domény druhého řádu
Je zde 8 domén II. řádu:
- COM.AR - Firmy a jednotliví občané v Argentině
- EDU.AR - Vzdělávací instituce
- GOB.AR - Lokální a národní vláda
- INT.AR - Mezinárodní subjekty a představitelé zahraničních mezinárodních organizací v Argentině.
- MIL.AR - Armáda
- NET.AR - poskytovatelé internetových služeb licencovaných u Comisión Nacional de Comunicaciones
- ORG.AR - Neziskové organizace
- TUR.AR - Turistické a cestovní firmy licencované u Ministerio de Turismo de la Nación

## Speciální znaky
V listopadu 2008 bylo povoleno použití speciálních znaků ve jménech domén, včetně ñ, ç, á, é, í ó, ú, ä, ë, ï, ö, a ü. 